# Chiripero
Chiripero fue el nombre que se le dio a una coalición política venezolana que levantó la candidatura de Rafael Caldera a Presidente de la República en las elecciones de 1993. Oficialmente presentó el nombre de Convergencia, lo que coincidía con el partido principal de la alianza en que precisamente militaba Caldera: Convergencia Nacional.

## Historia

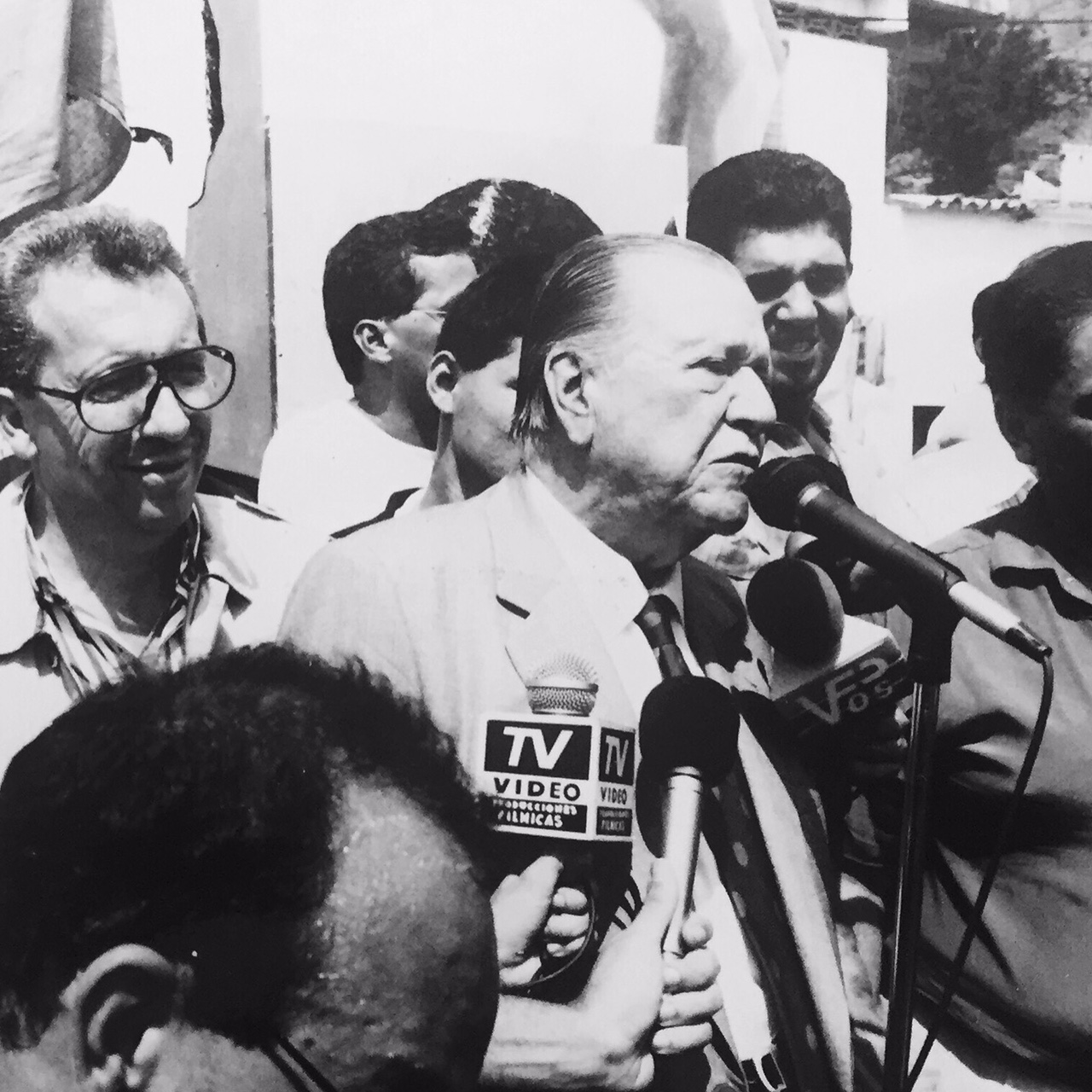
Rafael Caldera en 1993.

La denominación de «Chiripero» aludía a la chiripa, una cucaracha pequeña que habita en grandes concentraciones entre la basura acumulada en los hogares. Esto porque se componía de partidos y grupos pequeños, caracterizados por la heterogeneidad de ideologías coexistentes dentro del pacto. Incluía partidos de centro como Convergencia Nacional –derivado de una escisión de Copei– y la Unión Republicana Democrática; otros de izquierda como el Movimiento al Socialismo –integrado por exguerrilleros de las FALN–, el Partido Comunista de Venezuela y el Movimiento Electoral del Pueblo; y la derecha política se encontraba representada por el Movimiento de Integridad Nacional y Organización Renovadora Auténtica –este último compuesto por cristianos evangélicos con tintes nacionalistas, aunque en la elección presidencial terminó presentando su candidato propio: Modesto Rivero–.
Al recibir el apoyo del MAS a su candidatura, Caldera anunció que en los próximos días recibiría la adhesión de otros grupos políticos de «esos que llaman irónicamente El Chiripero. Yo digo que con El Chiripero me voy a devorar a los cogollos».
La coalición se destacaba por el rechazo a los partidos tradicionales de Venezuela –pese a que Caldera fundó Copei en 1946 para retirarse décadas más tarde– y entre sus propuestas de gobierno estaba el rechazo a las políticas económicas liberalizadoras implementadas por Carlos Andrés Pérez en su segunda administración. Prometía además la liberación de los militares insurgentes implicados en los intentos golpistas de febrero y noviembre de 1992.
Caldera obtuvo 1 710 772 votos correspondientes al 30,46 % de los sufragios, lo cual lo alzó como primera mayoría relativa de las elecciones. El 10% de los votos aportado por MAS fue crucial para que Caldera alcanzara el sillón presidencial. Con esta victoria, se ponía fin al bipartidismo de AD y Copei que gobernaron Venezuela por aproximadamente 35 años. No obstante, en las elecciones parlamentarias paralelas, Convergencia apenas obtuvo 5 senadores (de un total de 50 curules) y 26 diputados (de 203 escaños), con lo cual no sólo quedaba en minoría en el Congreso de la República, sino que los dos partidos tradicionales conservaban su dominio en el Legislativo.

## Partidos integrantes
Los partidos que formaron parte del Chiripero y apoyaron la candidatura presidencial de Rafael Caldera fueron:
- Convergencia Nacional (CONVERGENCIA)
- Movimiento al Socialismo (MAS)
- Unión Republicana Democrática (URD)
- Movimiento Electoral del Pueblo (MEP)
- Movimiento de Integridad Nacional (MIN)
- Partido Comunista de Venezuela (PCV)
- Frente Unido Nacionalista (FUN)
- Organización Nacionalista Democrática Activa (ONDA)
- Acción Agropecuaria (AA)
- Unidad por la Nueva Alternativa (U)
- El Pueblo al Poder (EPAP)
- Avanzada Popular (AP)
- Frente de Integración Nacional (FIN)
- Unión Patriótica (UP)
- Integración Democrática de Altura (IDEAL)
- Fuerza de Acción Independiente (FAI)
- Movimiento Integral Democrático (MID)